# Lopo Álvares da Ventura e Queiroga
Lopo Álvares da Ventura e Queiroga foi um nobre e político português.

## Biografia
Filho de Gonçalo da Ventura e Queiroga e de sua mulher Elvira Gómez de Mendoza ou de Mendoça.
Moço Fidalgo da Casa Real, Vereador do Senado da Câmara de Viseu em 1516, nomeado por D. Manuel I de Portugal para mandar baptizar os Judeus do Alentejo e desmantelar as Sinagogas, etc.
Casou em Viseu cerca de 1499 com Joana de Mesquita. Senhora de Gumirães a 12 de Junho de 1507 e falecida em Viseu antes de 1536, com descendência. É certamente a Catarina de Mesquita que, a 7 de Abril de 1490, foi legitimada por Carta Real de D. João II de Portugal com seu irmão João, e que depois terá mudado o nome para Joana. Em alternativa, o nome Catarina (Catalina) na Carta de Legitimação é erro do copista. Sendo certo que Joana de Mesquita era filha do Deão D. Pedro Anes da Mesquita e lhe sucedeu no Prazo da "Possessão" de Gumirães, por nomeação que ficara do pai, e de Beatriz Gonçalves.